# Chow Pak Chuu
Chow Pak Chuu (* 2. Juli 1988) ist ein malaysischer Badmintonspieler. 

## Karriere
Chow Pak Chuu startete in der Saison 2012/2013 in der Badminton-Bundesliga und wurde dort Meister mit dem Team von EBT Berlin. Bei den Vietnam International 2009 belegte er Rang zwei, bei den Polish Open 2014 und den French International 2014 jeweils Rang drei.